# Борозда Хорасан
Борозда Хорасан (англ. Khorasan Fossa) — длинная и узкая впадина (борозда) на поверхности спутника Сатурна — Энцелада. Борозды, как полагают ученые, являются результатом целого ряда геологических процессов, например, разломов или обвалов.

## География
Примерные координаты объекта — 19°00′ ю. ш. 236°52′ з. д. / 19° ю. ш. 236,87° з. д.. Максимальный размер структуры составляет 290 км. Борозда Хорасан находится на востоке равнины Дийяр, а на северо-востоке от неё тянутся Рытвины Арран. Восточнее, совсем рядом, находятся борозды Бишангарх (часть их видна на снимке справа в нижнем правом углу).

## Эпоними
Названа в честь Хорасан — области, фигурирующей в сборнике арабских сказок Тысяча и одна ночь. Официальное название было утверждено Международным астрономическим союзом в 2006 году.